# 沙氏锯尾鲨
沙氏鋸尾鯊（学名：Galeus sauteri），又名梭氏蜥鮫、黑鰭鋸尾鯊，为貓鮫科鋸尾鯊屬下的一个种。

## 分布
本魚分布於西太平洋區，包括日本、台灣、菲律賓等海域。

## 深度
水深60至90公尺。

## 特徵
本魚體型修長，頭平扁，頭部約佔總長度的五分之一，鼻尖且長，大鼻孔被前緣的三角形皮膚瓣分開，水平橢圓形的大眼睛具有未發育成熟的瞬膜，且下方沒有突出的脊，每隻眼睛後面都有一個小氣孔，嘴大，呈長而寬的拱形，嘴角有發達的皺紋，約有70-78上齒排和82下齒排。鈍鱗細如絨毛。尾柄及尾鰭背緣有二縱列大型鱗片，故外形呈鋸齒狀。第一背鰭在腹鰭上方或以後，臀鰭在第二背鰭下方略前。體一致呈褐色，下部呈白色，嘴的內部是淺灰色，各鰭先端灰色或黑色，體側無橫帶。體長可達45公分。

## 生態
為小型底棲性魚類，常出現於沙泥地、石礫灘，甚至礁岩區，以魚類、甲殼類及軟體動物等為食。卵生，卵被包裹在錢包形狀的半透明金棕色膠囊中，卵囊長約36-39公分，寬約15公分，卵囊表面光滑無襯裡，前角有捲鬚，後角有長纖維束。

## 經濟利用
食用魚，剝皮後，紅燒或煮薑絲湯皆宜，亦可醃製成沙魚煙。魚體小型者，充當下雜魚。